# Rossow (Alemania)
Rossow es un municipio situado en el distrito de Pomerania Occidental-Greifswald, en el estado federado de Mecklemburgo-Pomerania Occidental (Alemania), a una altitud de 35 metros. Su población a finales de 2016 era de 400 habs. y su densidad poblacional, 20 hab/km².
Se encuentra ubicado a poca distancia al norte de la frontera con el estado de Brandeburgo.